# Список аэропортов штата Делавэр
Список аэропортов штата Делавэр Соединённых Штатов Америки, сгруппированных по типу. Содержит все гражданские и военные аэропорты штата. Некоторые частные и ныне не используемые аэропорты могут находиться в списке (например, если ФАА зафиксированы коммерческие перевозки или если аэропорт имеет код ИАТА).
Delaware currently has no airports in the FAA category known as commercial service (2,500+ boardings/year). Scheduled commercial airline service was formerly available at New Castle Airport.

## Список
Описание каждого столбца в разделе «Пояснения к таблице».
Аэропорты, чьи названия выделены жирным, обеспечивают регулярные коммерческие перевозки.
| Город            | ФАА | ИАТА | ИКАО | Аэропорт                                                | Кат. | Пасс./год |
| ---------------- | --- | ---- | ---- | ------------------------------------------------------- | ---- | --------- |
|                  |     |      |      | Вспомогательные аэропорты (RL)                          |      |           |
| Middletown       | EVY |      | KEVY | Summit Airport                                          | RL   |           |
|                  |     |      |      | Аэропорты авиации общего назначения (GA)                |      |           |
| Довер / Cheswold | 33N |      |      | Delaware Airpark                                        | GA   | 2         |
| Georgetown       | GED | GED  | KGED | Sussex County Airport                                   | GA   | 22        |
| Уилмингтон       | ILG | ILG  | KILG | New Castle Airport (scheduled service ended April 2008) | GA   | 11,456    |
|                  |     |      |      | Прочие гражданские аэропорты (отсутствуют в NPIAS)      |      |           |
| Довер            | 0N4 |      |      | Chandelle Estates Airport                               |      |           |
| Farmington       | D74 |      |      | Chorman Airport                                         |      |           |
| Felton           | 0N6 |      |      | Henderson Aviation Airport                              |      |           |
| Laurel           | N06 |      |      | Western Sussex Airport (Booth Field)                    |      |           |
| Smyrna           | 38N |      |      | Smyrna Airport                                          |      |           |
| Wyoming          | 15N |      |      | Jenkins Airport                                         |      |           |
|                  |     |      |      | Другие аэропорты военного назначения                    |      |           |
| Довер            | DOV | DOV  | KDOV | Dover Air Force Base / Civil Air Terminal at Dover AFB  |      | 804       |
|                  |     |      |      | Закрытые аэропорты (неполный список)                    |      |           |
| Рехобот-Бич      | REH |      |      | Rehoboth Airport (closed 1987)                          |      |           |

## Пояснения к таблице
- Город — город, который обслуживается аэропортом.
- Код ФАА — код аэропорта, назначенный Федеральной администрацией по авиации.
- Код ИАТА — код аэропорта ИАТА. Если код ИАТА не совпадает с кодом ФАА данного аэропорта, то он выделен жирным.
- Код ИКАО — код аэропорта ИКАО.
- Аэропорт — официальное название аэропорта.
- Кат. (категория) — одна из четырёх категорий аэропортов, определяемая ФАА на основе плана NPIAS (National Plan of Integrated Airport Systems) на 2007—2011 годы:
  - PR: (Commercial Service — Primary) — аэропорт, имеющий коммерческий пассажиропоток более 10000 человек в год. Аэропорты категории primary разделяются на четыре типа:
    - P-L: (большой хаб, англ. Large Hub) — аэропорт, обеспечивающий не менее 1 % общего пассажиропотока США
    - P-M: (средний хаб, англ. Medium Hub) — аэропорт, обеспечивающий от 0.25 % до 1 % общего пассажиропотока США.
    - P-S: (мелкий хаб, англ. Small Hub) — аэропорт, обеспечивающий от 0.05 % до 0.25 % общего пассажиропотока США.
    - P-N: (не относится к хабам, англ. Non-Hub) — аэропорт, обеспечивающий менее 0.05 % общего пассажиропотока США, но имеет пассажиропоток свыше 10 000 человек.

  - CS: (Commercial Service — Non-Primary) — аэропорт, имеющий коммерческий пассажиропоток не менее 2500 человек в год.
  - RL: (Reliever) — аэропорты авиации общего назначения, находящиеся в крупных городах. Имеют сходство с аэропортами категории GA. Помимо базирования частной авиации, аэропорты используются для того, чтобы разгрузить крупные аэропорты от небольших самолётов, осуществляющих коммерческие пассажирские перевозки.
  - GA: (General Aviation) — аэропорты авиации общего назначения. В аэропорту должны базироваться не менее 10 воздушных судов, но обслуживаться не более 2500 пассажиров в год. Это означает, что большинство воздушных судов принадлежат и используются частными лицами, и коммерческие перевозки либо отсутствуют, либо незначительны.
- Пасс./год — коммерческий пассажиропоток за 2006 календарный год (согласно отчёту ФАА).